# 米尔福德 (康涅狄格州)
米爾福德（英語：Milford, Surrey）是美国康乃狄克州紐哈芬縣的一個城市，南臨長島海灣。面積67.9平方公里。根據2020年美國人口普查，人口50,558人。1959年設市。